# Groupe de NGC 6438A
Le groupe de NGC 6438A est un trio de galaxies situé dans la constellation de l'Octant. La distance moyenne entre ce groupe et la Voie lactée est d'environ 36,8 Mpc (∼120 millions d'al).

## Membres
Le tableau ci-dessous liste les trois galaxies du groupe indiquées dans l'article de A.M. Garcia paru en 1993.
| Nom                   | Class.          | Type         | α (J2000.0)   | δ (J2000.0)  | Vitesse radiale (km/s) | m     | Distance (Mpc) | Diamètre (kal) |
| --------------------- | --------------- | ------------ | ------------- | ------------ | ---------------------- | ----- | -------------- | -------------- |
| NGC 6438              | S0 pec (Ring A) | Lenticulaire | 18h 22m 17.5s | -85° 24′ 07″ | 2437 ± 21              | 11,7  | 36,5 ± 2,6     | 71             |
| NGC 6438A (PGC 61793) | S pec (Ring B)  | Spirale      | 18h 22m 35.5s | -85° 24′ 23″ | 2515 ± 9               | 11,6  | 37,6 ± 2,6     | 138            |
| ESO 9-10              | SA(s)c          | Spirale      | 19h 39m 31.6s | -85° 18′ 38″ | 2422 ± 10              | 10,58 | 36,3 ± 2,6     | 85             |

Le site DeepskyLog permet de trouver aisément les constellations des galaxies mentionnées dans ce tableau ou si elles ne s'y trouvent pas, l'outil du site constellation permet de le faire à l'aide des coordonnées de la galaxie. Sauf indication contraire, les données proviennent du site NASA/IPAC. 